# 5月8日
5月8日是阳历年的第128天（闰年是129天），离一年的结束还有237天。

## 大事记

### 19世紀以前
- 前453年：赵襄子、韩康子、魏桓子军队联合攻破晋国执政荀瑶的阵地，晋阳之战宣告结束。
- 1429年：圣女贞德率领法国军队击败正在包围奥尔良的英国军队，为百年战争重大转折点。
- 1541年：西班牙探险家埃尔南多·德·索托率领征服者越过密西西比河，在今美国东南部地区探险。
- 1654年：德国馬德堡进行馬德堡半球实验。
- 1769年：法国吞并科西嘉岛。
- 1794年：在法国大革命期间，化学家安托万·拉瓦锡因其税务官的职务而被送上断头台处死。

### 19世紀
- 1842年：一列火車在法國凡爾賽附近脫軌並起火，造成至少52人死亡。
- 1852年：太平天国军队永安突围，韦昌辉指挥的三冲伏击战将广西清军主力歼灭。
- 1853年：太平天国开始北伐。
- 1864年：維吉尼亞州中部爆發了為期14日的史波特斯凡尼亞郡府之役。
- 1874年：牡丹社事件：日军在台湾瑯嶠登陆。
- 1874年：泰国国王拉玛五世下诏创设国务会议和枢密院,分别作为立法机构和政务咨询机构。
- 1879年：美国人乔治·博尔多文·塞尔登（英语：George B. Selden）為他的汽车申请专利。
- 1886年：美国药剂师约翰·彭伯顿开始将碳酸饮料可口可乐当作专利药品在亚特兰大贩售。
- 1895年：中日甲午战争：日本在俄国、德国、法国干涉下将辽东半岛还给清朝政府，改为索取3000万两白银赔款。《马关条约》正式生效。

### 20世紀
- 1902年：山西大学堂成立。
- 1902年：法国海外属地马提尼克的培雷火山喷发并摧毁附近小镇圣皮埃尔，造成约3万人死亡。
- 1912年：派拉蒙影业公司成立。
- 1923年：英国向苏联提出最后通牒，要求苏联承认寇松線为其西部边界。
- 1945年：二戰：納粹德國元帥威廉·凱特爾在柏林向同盟國軍隊簽署無條件投降書，歐洲戰場宣告結束。
- 1955年：联邦德国加入北大西洋公约组织。
- 1963年：南越順化市的士兵向抗議政府禁止在衛塞節懸掛佛教旗的佛教徒人群開火，造成9人死亡，引發佛教徒危機。
- 1972年：四名黑色九月組織成員劫持比利時航空571號班機，要求釋放315名因恐怖主義罪名被定罪的巴勒斯坦人。
- 1982年：在任11年的香港總督麥理浩正式告別香港，在愛丁堡廣場舉行歡送儀式。麥理浩由1971年11月開始出任港督，四度延長任期，成為任期最長的港督之一。
- 1982年：在比利時舉行的一級方程式大獎賽中，加拿大車手吉爾·維倫紐夫不幸於排位賽中撞車身亡。
- 1984年：苏联、东德、波兰等社会主义国家宣布不参加在美国洛杉矶举行的夏季奥林匹克运动会。
- 1992年：法國前總統瓦萊里·吉斯卡爾·德斯坦於中華民國立法院發表演說。
- 1995年：臺灣流行音樂歌手鄧麗君因氣喘發作於泰國清邁病逝。
- 1997年：中国南方航空公司3456號班機（重庆飞往深圳，波音737）在深圳黄田机场落地时解体，造成33名乘客和2名機組人員死亡。
- 1999年：五八事件：北约组织在轰炸南斯拉夫的过程中，五枚导弹击中中国驻南斯拉夫大使馆，炸死使馆内三名中国记者，引起双方关系紧张。（贝尔格莱德时间5月7日）
- 1999年：臺灣民主進步黨於第8屆全國黨員代表大會通過《臺灣前途決議文》。

### 21世紀

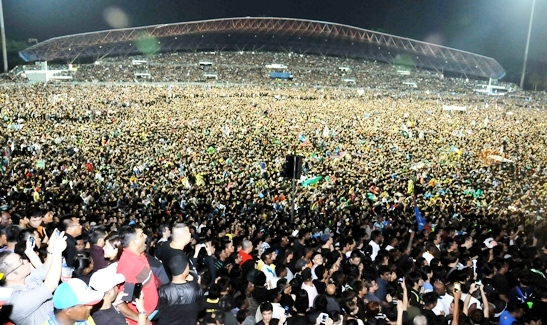
2013年：超过12万人聚集在马来西亚雪兰莪州格拉纳再也体育馆举行示威，抗议2013年马来西亚大选不公，质疑纳吉·阿都拉萨领导的执政党国阵在选举中舞弊

- 2007年：都城嘉慕都城巴士全面退下香港專利巴士載客前線。
- 2008年：北京奧運會火炬接力中，奥林匹克圣火首次登上世界最高山峰：珠穆朗瑪峰（海拔8844.43米）。
- 2010年：葵盛東邨連環兇殺及傷人事件，香港葵盛東邨一名患有精神病的男住客於邨內斬傷五人，其中兩人死亡。
- 2013年：超过12万人聚集在马来西亚雪兰莪州格拉纳再也体育馆举行示威，抗议2013年马来西亚大选不公，质疑纳吉·阿都拉萨领导的执政党国阵在选举中舞弊。
- 2022年：前香港政務司司長李家超在選舉委員會舉行的2022年行政長官選舉中，以99.44%得票率當選新任行政長官。
- 2025年：圣座主教部部长兼宗座拉丁美洲委员会主席罗伯特·方济各·普雷沃斯特在教宗选举中当选新一任教宗，成为罗马教廷首位美国出生的教宗，其圣名为良十四世。

## 出生
- 1653年：克洛德·路易·埃克托尔·德·维拉尔，法國國王路易十四的主要將領之一，戰功最卓著的法國元帥（1734年逝世）
- 1720年：威廉·卡文迪許，英國貴族、首相，第四代德文郡公爵（1764年逝世）
- 1737年：愛德華·吉朋，英國散文家、歷史學家、政治人物（1794年逝世）
- 1753年：米格尔·伊达尔戈·伊·科斯蒂利亚，墨西哥独立运动领袖（1811年逝世）
- 1824年：威廉·沃克，美國醫師、律師、記者、僱傭兵，曾組織私營軍事，意圖佔領中美洲國家（1860年逝世）
- 1828年：亨利·杜南，瑞士商人、人道主義者，紅十字運動創始人，1901年諾貝爾和平獎得主（1910年逝世）
- 1856年：佩德羅·拉斯庫賴因·帕雷德斯，墨西哥政治人物，第34任墨西哥總統，史上任期最短的總統（1952年逝世）
- 1859年：約翰·延森，丹麥數學家、工程師（1925年逝世）
- 1884年：哈里·S·杜鲁门，美國政治人物，第33任美國總統（1972年逝世）
- 1888年：莫里斯·布瓦約，法國橄欖球運動員、王牌飛行員（1918年逝世）
- 1893年：顾颉刚，中國历史学家（1980年逝世）
- 1899年：弗里德里希·哈耶克，奥地利经济学家（1992年逝世）
- 1911年：羅伯·強生，美國藍調吉他手、音樂家、詞曲作家（1938年逝世）
- 1916年：若昂·阿维兰热，曾任国际足球联合会主席（2016年逝世）
- 1925年：阿里·哈桑·姆維尼，坦尚尼亞政治人物，第2任坦尚尼亞總統（2024年逝世）
- 1926年：唐·里柯斯，美國單口喜劇演員、演員（2017年逝世）
- 1926年：張振鵾，中國史學家（2022年逝世）
- 1926年：大衛·愛登堡，英國廣播員、自然歷史學家、作家
- 1928年：澀澤龍彥，日本小說家、法語文學家、評論家（1987年逝世）
- 1938年：尚·吉羅，法國漫畫家（2012年逝世）
- 1940年：彼得·本奇利，美國編劇、作家（2006年逝世）
- 1941年：陳啟禮，台灣黑幫總堂主、企業家（2007年逝世）
- 1952年：李德華，韓國男演員
- 1955年：梅莱斯·泽纳维，埃塞俄比亚总理（2012年逝世）
- 1956年：邱毅，台灣立法委員
- 1956年：瑞克·傑法，美國編劇、製片人
- 1959年：大衛·曼納斯，英國貴族，第十一代拉特蘭公爵
- 1962年：寺杣昌紀，日本男性聲優、演員
- 1962年：傅崐萁，前花蓮縣長，現任花蓮縣立法委員與中國國民黨立法院黨團總召[1]
- 1965年：河井英里，日本女性創作歌手（2008年逝世）
- 1965年：櫻桃子，日本女性漫畫家（2018年逝世）
- 1965年：稻船敬二，日本電子遊戲製作人
- 1967年：西村由紀江，日本作曲家、鋼琴家
- 1968年：吳昌期，臺灣小學校長
- 1969年：曙太郎，美裔日本相撲力士，第64代橫綱（2024年逝世）
- 1973年：張智成，馬來西亞男歌手
- 1973年：荒川弘，日本漫畫家
- 1973年：赤坂晃，日本前偶像藝人，前光GENJI成員
- 1975年：安立奎·伊格萊西亞斯，西班牙歌手
- 1975年：張智堯，香港男演員
- 1976年：李小冉，中國女演員
- 1977年：路斯明，臺灣男演員
- 1977年：高橋智秋，日本女性聲優、歌手、寫真偶像
- 1978年：張佑赫，韓國男子偶像團體H.O.T成員
- 1979年：崔建邦，香港節目主持人
- 1981年：史蒂芬·艾梅尔， 加拿大男演員
- 1982年：Faylan， 日本女歌手、音樂家
- 1983年：蔣欣，中國女演員
- 1983年：李相燁，韓國男演員
- 1984年：汪聰，中國主持人、演員
- 1985年：劉文杰，中國男歌手，信樂團主唱
- 1985年：日丸屋秀和，日本男性漫畫家
- 1985年：藤井幸代，日本女性聲優、演員
- 1986年：金宣虎，韓國男演員
- 1986年：佐藤聰美，日本女性聲優
- 1989年：阿滴，台灣YouTuber
- 1989年：三原慧悟，日本YouTuber
- 1990年：喻佳麗，中國女歌手
- 1990年：沙華·查莫洛，西班牙足球運動員
- 1990年：肯巴·沃克，美國職業籃球運動員
- 1991年：瀧川亞里沙，日本女性創作歌手
- 1992年：陳傑，臺灣男子田徑運動員
- 1993年：米卡·克里斯滕森，美國男子排球運動員
- 1994年：陳子見，台湾YouTuber
- 1995年：朱興東，中國男歌手
- 1995年：朴正花，韓國女子偶像團體EXID成員
- 1997年：劉曉禹，加拿大華裔鋼琴家
- 1999年：麗貝卡·安得拉迪，巴西女子競技體操運動員
- 2000年：王君豪，臺灣男歌手
- 2001年：影山優佳，日本女子偶像團體日向坂46成員
- 2002年：張鈺琪，中國女歌手
- 2003年：穆萊·哈桑，摩洛哥王儲
- 2005年：奥利弗·贝尔曼，英國賽車手
- 2005年：房智玟，韓國女子偶像團體izna成員
- 生年不詳：菊池紗矢香，日本女性聲優

## 逝世
- 535年：教宗若望二世，羅馬主教。（生年不詳）
- 997年：宋太宗赵光义，北宋皇帝。（939年出生）
- 1278年：宋端宗赵昰，南宋皇帝。（1268年出生）
- 1788年：喬瓦尼·安東尼奧·斯科波利，奧地利博物學家。（1723年出生）
- 1794年：安托万-洛朗·德·拉瓦節，法国化学家（1743年出生）
- 1842年：儒勒·迪蒙·迪維爾，法國探險家、語言學家、人類學家、海軍少將（1790年出生）
- 1873年：，英國哲學家、政治經濟學家、英國國會議員。（1806年出生）
- 1880年：古斯塔夫·福樓拜，法国文学家（1821年出生）
- 1891年：海倫娜·布拉瓦茨基，俄羅斯神智學家、作家、哲學家（1831年出生）
- 1903年：保羅·高更，法国画家（1848年出生）
- 1904年：埃德沃德·邁布里奇，英國攝影師。（1830年出生）
- 1933年：萬真珠，於台南府城從事宣教及教育工作，終其一生奉獻給台灣。（1862年出生）
- 1936年：奧斯瓦爾德·斯賓格勒，德國歷史學家及哲學家（1880年出生）
- 1942年：八田與一，日本土木工程師，建造烏山頭水庫及設計嘉南大圳，對臺灣水利工程有卓越的貢獻（1886年出生）
- 1944年：埃塞爾·史密斯，英國作曲家（1858年出生）
- 1948年：吳蘇，緬甸政治人物（1900年出生）
- 1955年：司徒美堂，美国华侨领袖（1868年出生）
- 1979年：塔尔科特·帕森斯，美國社會學家（1979年出生）
- 1982年：吉爾·維倫紐夫，加拿大一級方程式賽車手（1950年出生）
- 1988年：羅伯特·海萊恩，美國硬科幻小說作家（1907年出生）
- 1995年：叶浅予，中国画家（1907年出生）
- 1995年：鄧麗君，台灣流行音樂歌手、演員、慈善家（1953年出生）
- 2011年 :  李德生，前中共中央副主席、中共中央政治局常委、中国人民解放军上将(1916年出生)
- 2016年：湯姆·麥克·阿波斯托，美國解析數論學家（1923年出生）
- 2021年 :  陈蔚文，广东省政协原副主席、台湾民主自治同盟中央委员会原副主席(1950年出生)
- 2022年：金芝河，韓國詩人、思想家、社會活動家（1941年出生）
- 2023年：萬瑪才旦，中國作家、編劇、電影導演（1969年出生）
- 2024年：克里斯·加農，美國政治人物，曾任猶他州聯邦眾議員（1950年出生）
- 2024年：拉蒙·馮賽卡·莫拉，巴拿馬小說家、律師（1952年出生）
- 2025年：裘錫圭，中國古文字學專家、古文獻學家、歷史學家（1935年出生）
- 2025年：戴維·蘇特，美國最高法院大法官（1939年出生）

## 节假日和习俗
- 世界红十字和红新月日
- 第二次世界大戰歐戰勝利紀念日
- ：父母节
- 不丹：母親節
- ：哀悼日
- 捷克、 挪威、 斯洛伐克：解放日